# Pantà de Foix
El Pantà de Foix és un embassament del riu de Foix, creat per una presa situada al municipi de Castellet i la Gornal a la comarca de l'Alt Penedès, a prop del límit amb la comarca del Garraf, cap on seguirà el riu fins a la seva desembocadura.
El pantà ocupa una superfície aproximada de 66 hectàrees. La zona humida del pantà ocupa una superfície d'unes 79 hectàrees, i inclou tant el pantà com un tros de la conca del riu propera al pantà.

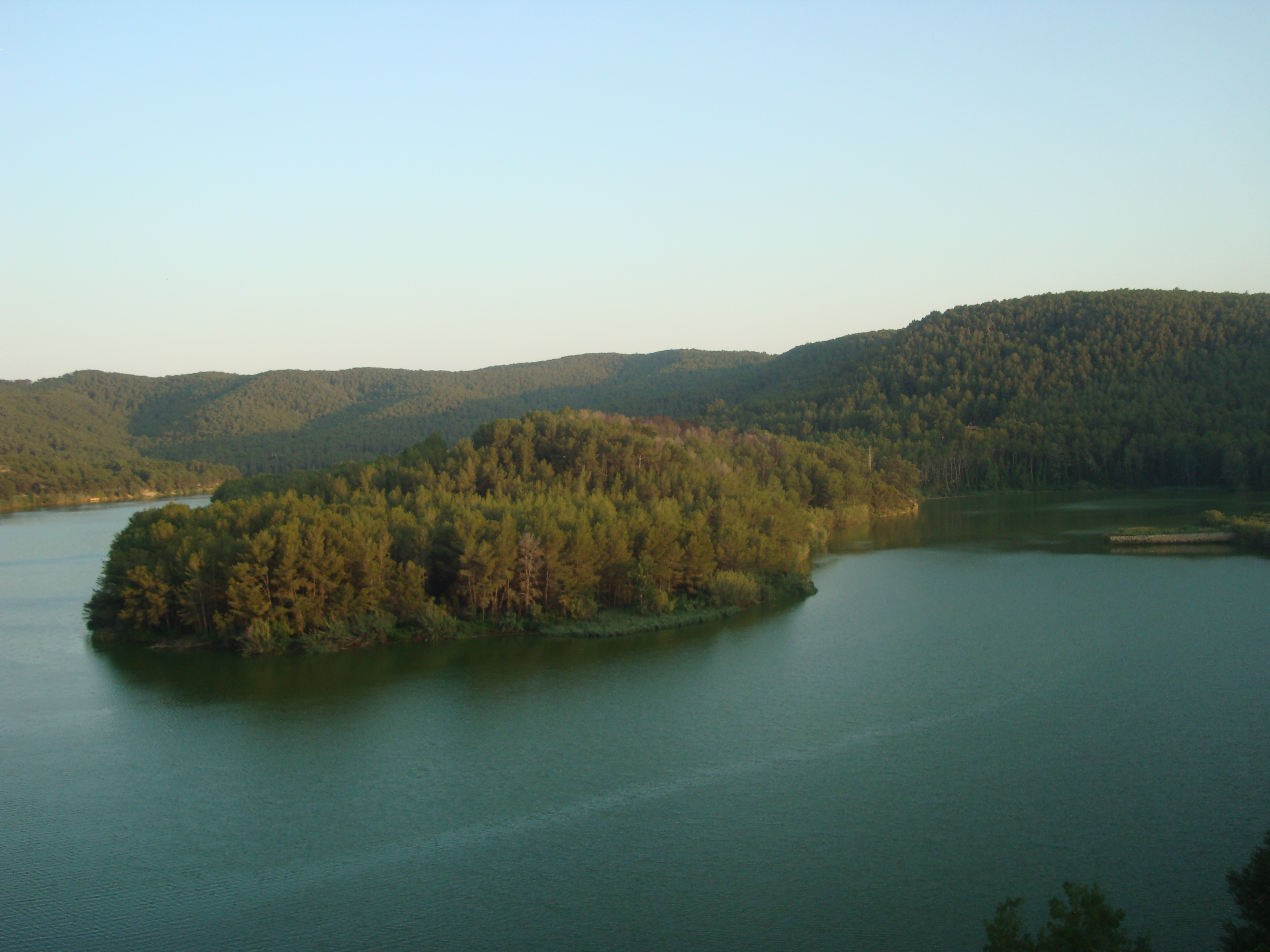
El Pantà de Foix.

## Història
És en el context de la greu crisi agrària i econòmica general del final del segle xix que sorgeix la idea de la construcció del pantà de Foix. Una infraestructura d'aquestes característiques transformarà decisivament l'agricultura de les poblacions més properes al riu de Foix, que passaran de la vinya, molt delmada per la fil·loxera dels anys 90 amb la consegüent davallada del preu del vi, al regadiu.
Finalment, l'any 1901 es comença a projectar el pantà de Foix i l'agricultura de la comarca inicia el procés d'adaptació al nou context econòmic del primer terç del segle xx que afavoreix el conreu de productes de regadiu.
En un primer moment, la manca, per un costat, d'adhesió econòmica dels propietaris rurals i, per l'altre, d'un projecte definitiu que demostri la viabilitat i beneficis econòmics alentiran la posada en marxa. L'any 1907 es revela decisiu per a desencallar el procés: comença la tramitació de les ajudes a l'Estat i es constitueix un sindicat de regants.
El pantà va ser inaugurat el 1928 i es troba al final de la depressió Prelitoral. A partir de l'any 1937 es va poder començar a regar amb l'aigua de l'embassament. L'any 1943 es va completar finalment la xarxa de séquies projectada.
Arran d'uns aiguats el 12 de juliol s'han posat de relleu certes mancances sobre la presa. L'embassament va ser incapaç de retenir tot el cabal puntual, estimat en 400 m³/s, i va sobreeixir provocant danys materials aigües avall. Els alcaldes de Cubelles i Cunit han mostrat la seva preocupació sobre la capacitat de la presa. En aquesta, segons l'ACA, només funcionen dues de les tres comportes i a l'embassament s'hi han anat retenint sediments reduint a la meitat la capacitat original per acumular aigua. D'altra banda la comunitat de regants ha recordat que l'aigua del pantà és essencial per al l'activitat de mig miler d'agricultors i 2.300 ha. irrigades. La consellera Paneque ha manifestat que estan  estudiant solucions a mitjà termini sobre les deficiències del pantà.

## Flora i fauna
El nivell d'inundació és força irregular, fet que limita el desenvolupament de vegetació helofítica (canyissar, boga, etc.) i de bosc de ribera, que apareix en forma d'albereda litoral (hàbitat d'interès comunitari 92A0 Alberedes, salzedes i altres boscos de ribera), únicament a la cua de l'embassament. Si bé s'havien citat espècies de macròfits submergits com la llengua d'oca (Potamogeton pectinatus), o poblaments de llenties d'aigua (Lemna gibba), la contaminació actual, com a conseqüència sobretot de l'entrada d'aigües procedents de l'EDAR de Vilafranca del Penedès de baixa qualitat, impossibilita el manteniment d'aquest tipus de comunitats. Aigües avall de la resclosa de l'embassament, es localitzen poblacions de murtra (Myrtus communis), un petit arbre de ribera cada cop més escàs a les barrancades i torrents mediterranis.
Pel que fa a la fauna, l'embassament del riu Foix té molta importància com a refugi i zona de pas d'aus migratòries. Entre els ocells aquàtics que s'hi veuen tot l'any hi ha el bernat pescaire, els ànecs, els cabussets, les fotges i les polles d'aigua. Nombroses espècies, com cabussets, fotges, balquers, etc., es reprodueixen habitualment a l'entorn dels canyissars. Pel que fa a les aus migratòries, en els darrers 50 anys s'hi han citat 210 espècies (entre les quals l'àguila pescadora o el martinet de nit). L'interès per als amfibis i invertebrats és limitat, pel problema de contaminació de les aigües ja comentat. Destaca també la presència de tortugues de rierol (Mauremys leprosa).
Els principals factors que amenacen l'espai són la greu contaminació i eutrofització de les aigües, l'elevada freqüentació humana i els alliberaments d'espècies exòtiques (tortugues de Florida, etc.). L'entrada d'aigües insuficientment depurades procedents de l'EDAR de Vilafranca del Penedès, i la reiterada presència d'escumes al torrent de la Bruixa o Cal Bruna fins a la seva confluència amb el Foix, determinen un nivell de qualitat molt baix de les aigües que afecta molt negativament tant la fauna com la flora de l'espai.

## Protecció de la zona
Aquesta zona forma part de l'espai del PEIN "El Foix" i també de l'espai de la Xarxa Natura 2000 ES5110013 "Serres del
Litoral Central". L'aprovació d'un Pla Especial de Protecció de l'Espai Natural de l'Embassament del Foix l'any 1993 ha permès també gestionar l'espai com a "Parc del Foix" per la Diputació de Barcelona, a través del Consorci del Parc del Foix, del qual formen part l'Ajuntament de Castellet i la Gornal (des de l'any 1995) i l'Ajuntament de Santa Margarida i els Monjos (des de l'any 2002).

## Dades
- Aigua embassada (2008): 4 hm³[3]
- Aigua embassada (2009): 3 hm³[3]